# Орден Віллема
Орден Віллема або Військовий орден Віллема — найстаріша та найвища нагорода Нідерландів. Орден було започатковано 30 квітня 1815 року королем Віллемом I і призначався для відзнаки старших офіцерів, що відзначились на полях битв. Орден відповідає французькому ордену Почесного легіону. Орден вручався не тільки нідерландським військовикам, але й іноземцям. Донині орденом нагороджують вкрай рідко й тільки за видатні заслуги на полі бою.
Відповідно до статуту ордена глава держави (королева або король) є його гросмейстером.
Орден має чотири ступеня: Лицар Великого хреста, Командор, Лицар III класу й Лицар IV класу.

## Лицар Великого хреста

### Опис ордену

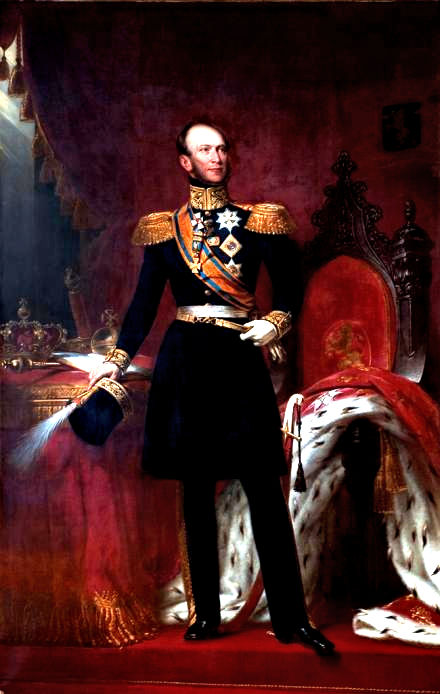
Віллем II з Великим Хрестом

Знак Великого хреста виконано з позолоченого срібла у вигляді мальтійського хреста з променями, що звужуються до центру, їхні гострі кінці роздвоєні та прикрашені позолоченими кульками. Плечі хреста вкрито білою емаллю з тонким золотим контуром та рельєфним золотим написом «VOOR — MOED — BELEID — TROUW» («За відвагу, відданість й уміле керівництво»). Верхній промінь хреста увінчано золотою королівською короною, у верхній частині якої є пристрій для кріплення орденської стрічки. Між променями хреста розташовано промені Х-подібного бургундського хреста, вкриті зеленою емаллю. У центрі хрестів розташовано золоту емблему («spark rod»). На зворотному боці знаку у центрі розміщено медальйон синьої емалі, оточений лавровим вінцем, в центрі якого розміщено монограму «W» (Віллем I).
Зірка ордену — срібна восьмипроменева, опукла, із променями, що розходяться, прикрашеними невеликими металевими кульками (40 променів). Зверху зірки накладено знак ордену, але без корони.
Орденську стрічку виконано з муарового шовку жовтого кольору з двома широкими темно-синіми смугами, розташованими ближче до краю.

### Спосіб кріплення та носіння. Розміри
Знак ордену належить носити через ліве плече на орденській стрічці. Зірка кріпиться за допомогою штифту чи шпильки й носиться з лівого боку.
- Діаметр зірки — 80 мм
- Хрест — 50×50 мм
- Ширина стрічки — 101 мм

## Командор
Командорський хрест є аналогічним до знаку ордену Великого хреста

### Спосіб кріплення та носіння. Розміри
Командорський хрест належить носити на нашийній орденській стрічці, а зірку — на лівому боці грудей.
- Діаметр зірки — 80 мм
- Хрест білої емалі — 50×50 мм
- Бургундський хрест — 42×42 мм
- Ширина стрічки — 55 мм

## Лицарі III та IV класів

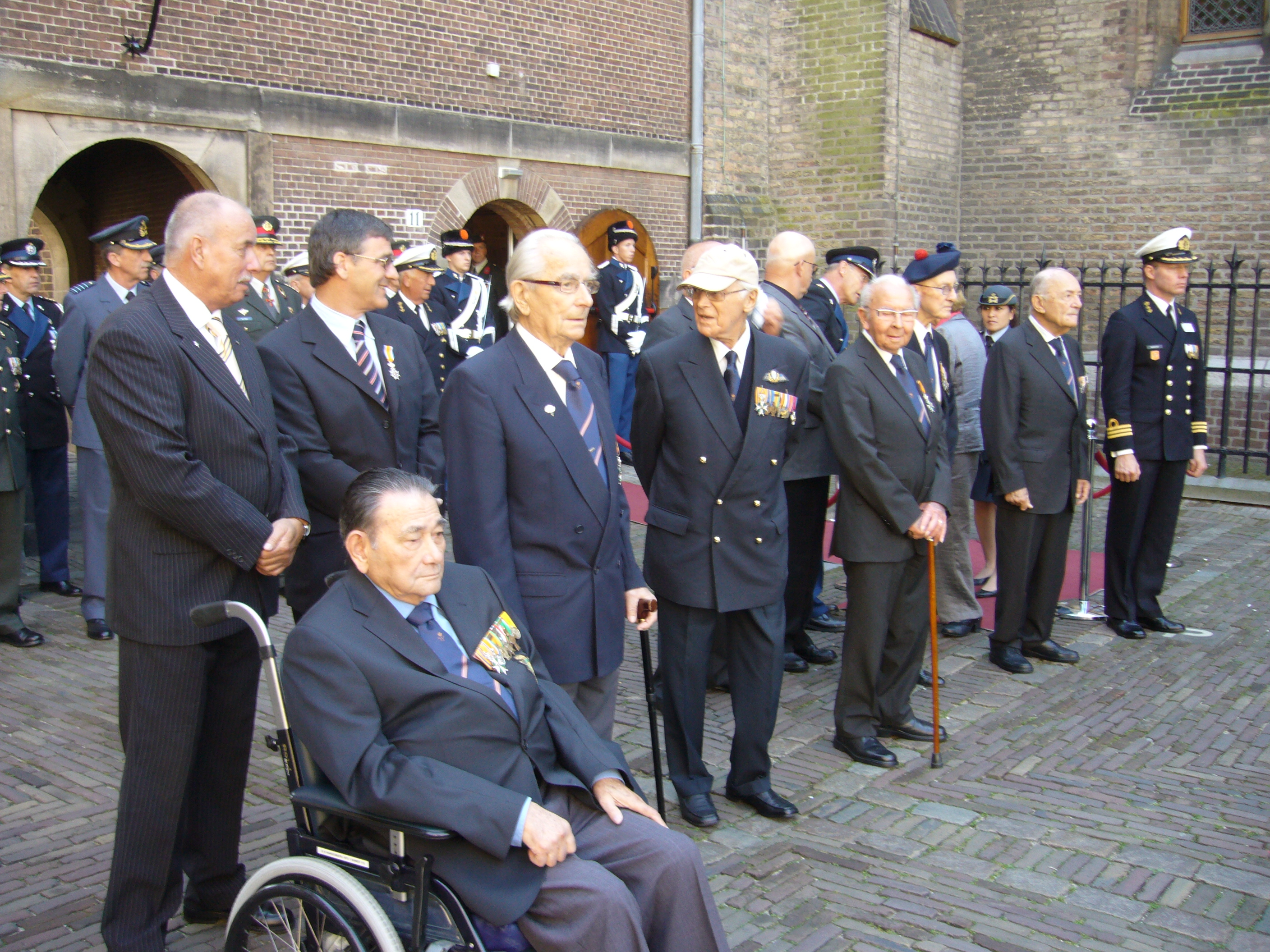
Шестеро лицарів ордену Віллема у 2009 році

Лицарський хрест III класу аналогічний до знаку ордену Командора, але має менший розмір; те саме стосується хреста IV класу, проте він виконується зі срібла без позолоти.
Хрест III класу належить носити на лівому боці грудей. Окрім того до орденської стрічки кріпиться кругла розетка (27 мм) у кольорах орденської стрічки.
Хрест IV класу належить носити на лівому боці грудей без розетки.
Розміри знаку для обох класів однакові:
- Хрест білої емалі — 42×42 мм
- Бургундський хрест — 36×36 мм
- Ширина стрічки — 48 мм

## Планки
| Планки ордену Віллема | Планки ордену Віллема | Планки ордену Віллема | Планки ордену Віллема |
| --------------------- | --------------------- | --------------------- | --------------------- |
| Лицар Великого Хреста | Командор              | Лицар III класу       | Лицар IV класу        |